# كيسي مكينون
كيسي مكينون (بالإنجليزية: Casey McKinnon)‏ (و. 1978  م) هي ممثلة، وكاتِبة، وممثلة أفلام كندية، ولدت في مونتريال.

## التعليم
تعلمت في جامعة مكغيل.

## وصلات خارجية
- كيسي مكينون على موقع IMDb (الإنجليزية)

- كيسي مكينون في قاعدة بيانات الأفلام على الإنترنت